# Tỉnh trưởng Chính phủ Nhân dân tỉnh Hà Nam
Tỉnh trưởng Chính phủ Nhân dân tỉnh Hà Nam (Tiếng Trung Quốc: 河南省人民政府省长, Bính âm Hán ngữ: Hé Nán shěng rénmín zhèngfǔ shěng zhǎng, Hà Nam tỉnh Nhân dân Chính phủ Tỉnh trưởng) được bầu cử bởi Đại hội Đại biểu nhân dân tỉnh Hà Nam, lãnh đạo bởi thành viên của Đảng Cộng sản Trung Quốc. Cán bộ, công chức lãnh đạo, là Tỉnh trưởng Chính phủ Nhân dân tỉnh Hà Nam  có cấp bậc Bộ trưởng, thường là Ủy viên Ủy ban Trung ương Đảng Cộng sản Trung Quốc các khóa. Tỉnh trưởng Chính phủ Nhân dân là lãnh đạo thứ hai của tỉnh, đứng sau Bí thư Tỉnh ủy. Tỉnh trưởng Chính phủ Nhân dân tỉnh Hà Nam đồng thời là Phó Bí thư Tỉnh ủy tỉnh Hà Nam.
Trong lịch sử Cộng hòa Nhân dân Trung Hoa, chức vụ Tỉnh trưởng Chính phủ Nhân dân tỉnh Hà Nam có các tên gọi là Chủ tịch Chính phủ Nhân dân tỉnh Hà Nam (1949 - 1955), Tỉnh trưởng Ủy ban Nhân dân tỉnh Hà Nam (1955 - 1967), Chủ nhiệm Ủy ban Quân Giải phóng Nhân dân Trung Quốc Kiểm soát tỉnh Hà Nam (1967 - 1968), Chủ nhiệm Ủy ban Cách mạng tỉnh Hà Nam (1968 - 1979), và Tỉnh trưởng Chính phủ Nhân dân tỉnh Hà Nam (1979 đến nay). Tất cả các tên gọi này dù khác nhau nhưng cùng có ý nghĩa là Thủ trưởng Hành chính tỉnh Hà Nam, tức nghĩa Tỉnh trưởng Chính phủ Nhân dân tỉnh Hà Nam hiện nay.
Tỉnh trưởng Chính phủ Nhân dân tỉnh Hà Nam hiện tại đang để trống, trong thời gian chuẩn bị bổ nhiệm.

## Lịch sử

### Các thủ trưởng thế hệ đầu

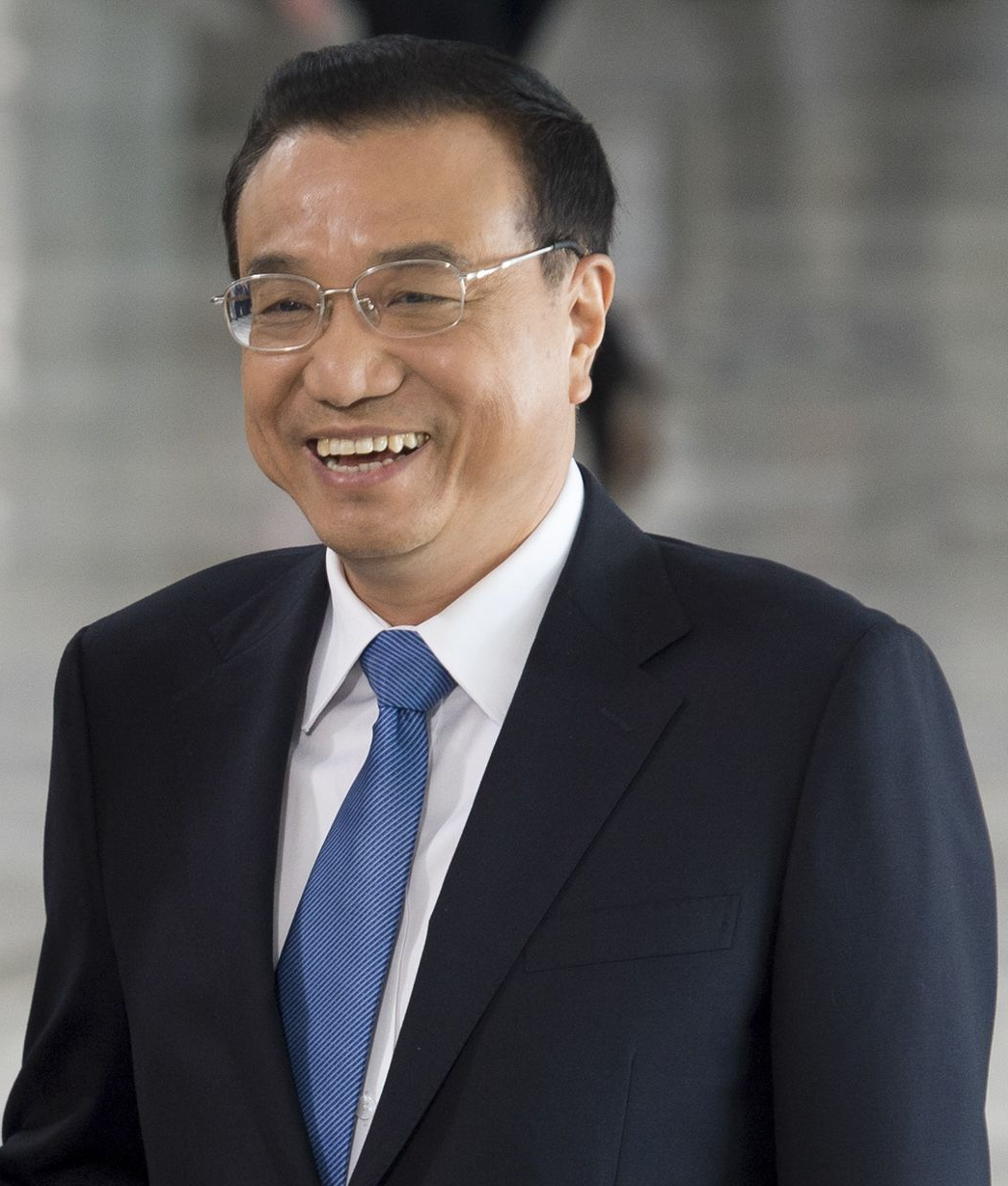
Lý Khắc Cường (1955), Lãnh đạo Quốc gia vị trí thứ hai, đương kim Tổng lý Quốc vụ viện, nguyên Tỉnh trưởng Hà Nam (1998 – 2003).

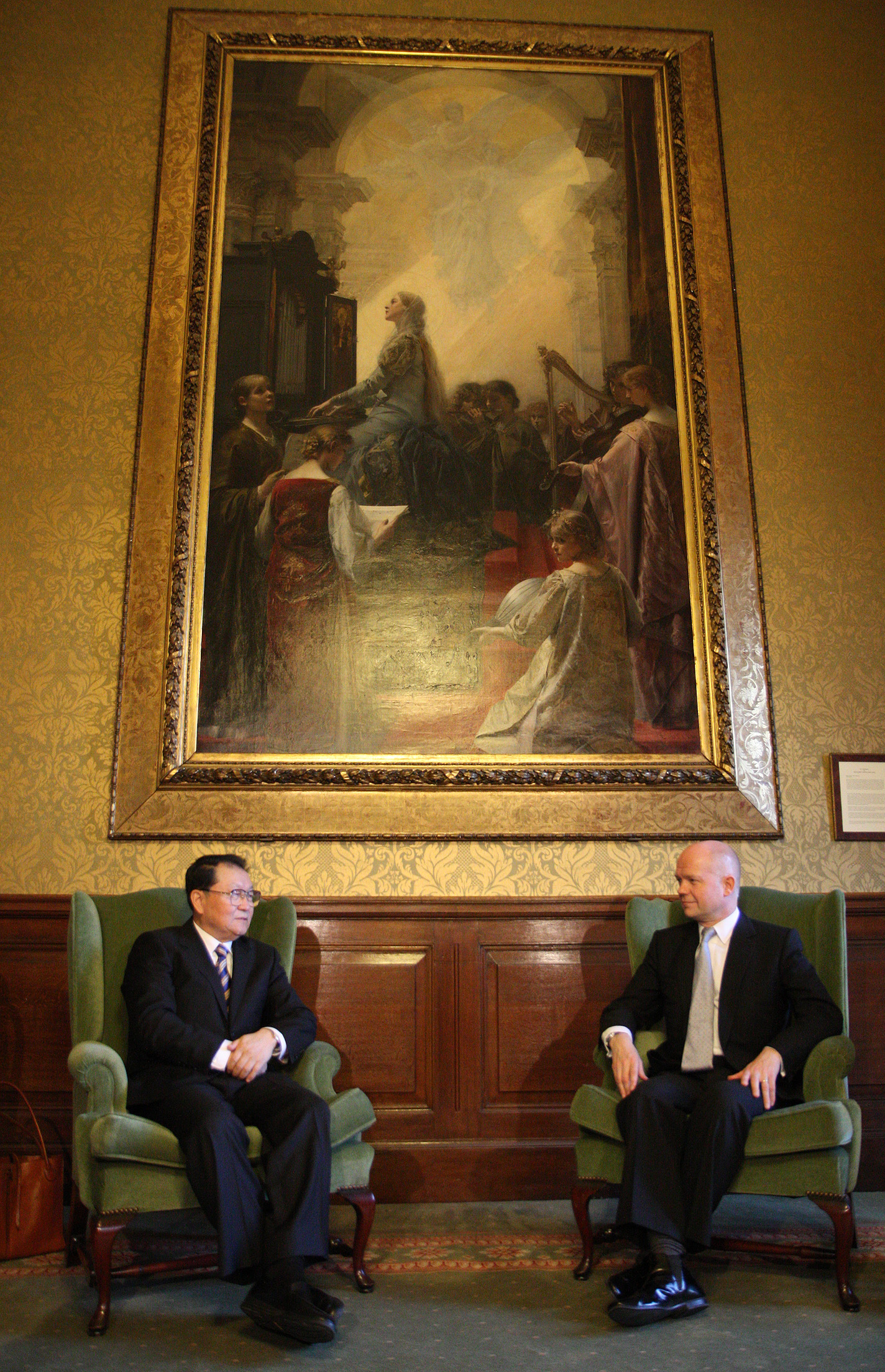
Thường vụ Chính trị Lý Trường Xuân gặp gỡ Bộ trưởng Ngoại giao Anh William Hague năm 2012 tại Luân Đôn.

Vào tháng 5 năm 1949, Chính phủ Nhân dân tỉnh Hà Nam chính thức được thành lập. Vào tháng 4 năm 1950, Chính phủ Nhân dân tỉnh Hà Nam đầu tiên đã được bầu bởi phiên họp thứ nhất của Đại hội Đại biểu Nhân dân tỉnh Hà Nam. Thủ trưởng đầu tiên là Ngô Chi Phố (吴芝圃. 1906 – 1967) giai đoạn (1906 – 1967). Ngày 20 tháng 8 năm 1949, phần phía bắc Hoàng Hà thuộc tỉnh Hà Nam và phần tây nam của tỉnh Sơn Đông được tách ra để hình thành tỉnh mới Bình Nguyên, tỉnh lị đặt tại Tân Hương, nhưng chỉ hai năm sau, Trung ương đã quyết định giải thể tỉnh Bình Nguyên, trả lại các phần đất trước kia cho hai tỉnh Sơn Đông và Hà Nam. Vào tháng 2 năm 1955, cơ quan hành chính được tổ chức lại thành Ủy ban Nhân dân tỉnh Hà Nam, và Ngô Chi Phố tiếp tục làm Thủ trưởng. Trong những năm tháng đầu tiên này, tỉnh Hà Nam là tỉnh khèo đói. Năm 1954, Hà Nam được tập trung công nghiêp nặng trong kế hoạch năm năm lần thứ nhất. Tới năm 1958, ở huyện Toại Bình của Hà Nam, công xã nhân dân Sơn Vệ Tinh được thành lập, là công xã nhân dân đầu tiên của Trung Quốc, sự kiện này cũng khởi đầu cho chiến dịch Đại nhảy vọt. Do chiến dịch này, trong ba năm xảy ra nạn đói lớn sau đó, Hà Nam là một trong các tỉnh chịu tổn thất nghiêm trọng nhất, với vài triệu người tử vong. Ngô Chi Phố là Thủ trưởng suốt thời gian này, từ năm 1949 đến 1962, có nhiều phản đối chiến dịch và bị khai trừ khỏi chức vụ, Thủ trưởng kế nhiệm là Văn Mẫn Sinh (文敏生. 1915 – 1997) giai đoạn (1962 – 1968). Cho tới năm 1979, khi nắm quyền tối cao thực sự, Đặng Tiểu Bình đã phục hồi danh dự cho ông, với điếu văn:
"Tất cả là lời giả dối áp đặt, đồng chí Ngô Chi Phố được phục hồi và lấy lại danh tiếng của mình, đồng chí đã cống hiến cả cuộc đời cho đất nước."
Từ năm 1968 đến 1979, cơ quan hành chính Hà Nam là Ủy ban Cách mạng tỉnh Hà Nam. Có hai Chủ nhiệm là Lưu Kiến Huân (刘建勋. 1913 – 1983) giai đoạn (1968 – 1978) và Đoàn Quân Nghị (段君毅. 1910 – 2004) giai đoạn (1978 – 1979). Những năm này, Hà Nam vẫn gặp nhiều khó khăn, ví trí thấp trong cả nước về kinh tế. Tháng 9 năm 1979, Ủy ban Cách mạng tỉnh Hà Nam được chuyển thể thành Chính phủ Nhân dân tỉnh Hà Nam cho đến nay, từ giai đoạn này, Hà Nam tập trung cao độ trong phát triển kinh tế. Các Tỉnh trưởng Chính phủ Nhân dân tỉnh Hà Nam từ năm 1979 đến 1998 có Lưu Kiệt (刘杰. 1915 – 2018) giai đoạn (1979 – 1981), Đới Tô Lý (戴苏理. 1919 – 2000) giai đoạn (1981 – 1982), Vu Minh Đào (于明涛. 1917 – 2017) giai đoạn (1982 – 1983), Hà Trúc Khang (1983 -1987), Trình Duy Cao (1987 – 1990), Lý Trường Xuân (1990 – 1992) và Mã Trung Thần (马忠臣. 1936) giai đoạn (1992 – 1998). Kinh tế Hà Nam giai đoạn này được chỉ đạo phát triển khá tốt, đặc biệt là năm 1983, với tốt độ tăng trưởng đạt tới 23,8%. Trong số các Tỉnh trưởng, có Lý Trường Xuân trở thành Lãnh đạo Quốc gia mười năm sau, khi giữ chức vụ Ủy viên Ban Thường vụ Bộ Chính trị Đảng Cộng sản Trung Quốc khóa 16, khóa 17 (2002 – 2012), Chủ nhiệm Ủy ban Chỉ đạo Kiến thiết Văn minh Tinh thần (một tổ chức của Trung ương Đảng, đến nay Chủ nhiệm hiện tại là Thường vụ Chính trị thứ năm Vương Hỗ Ninh).

### Lãnh đạo hành chính hiện đại

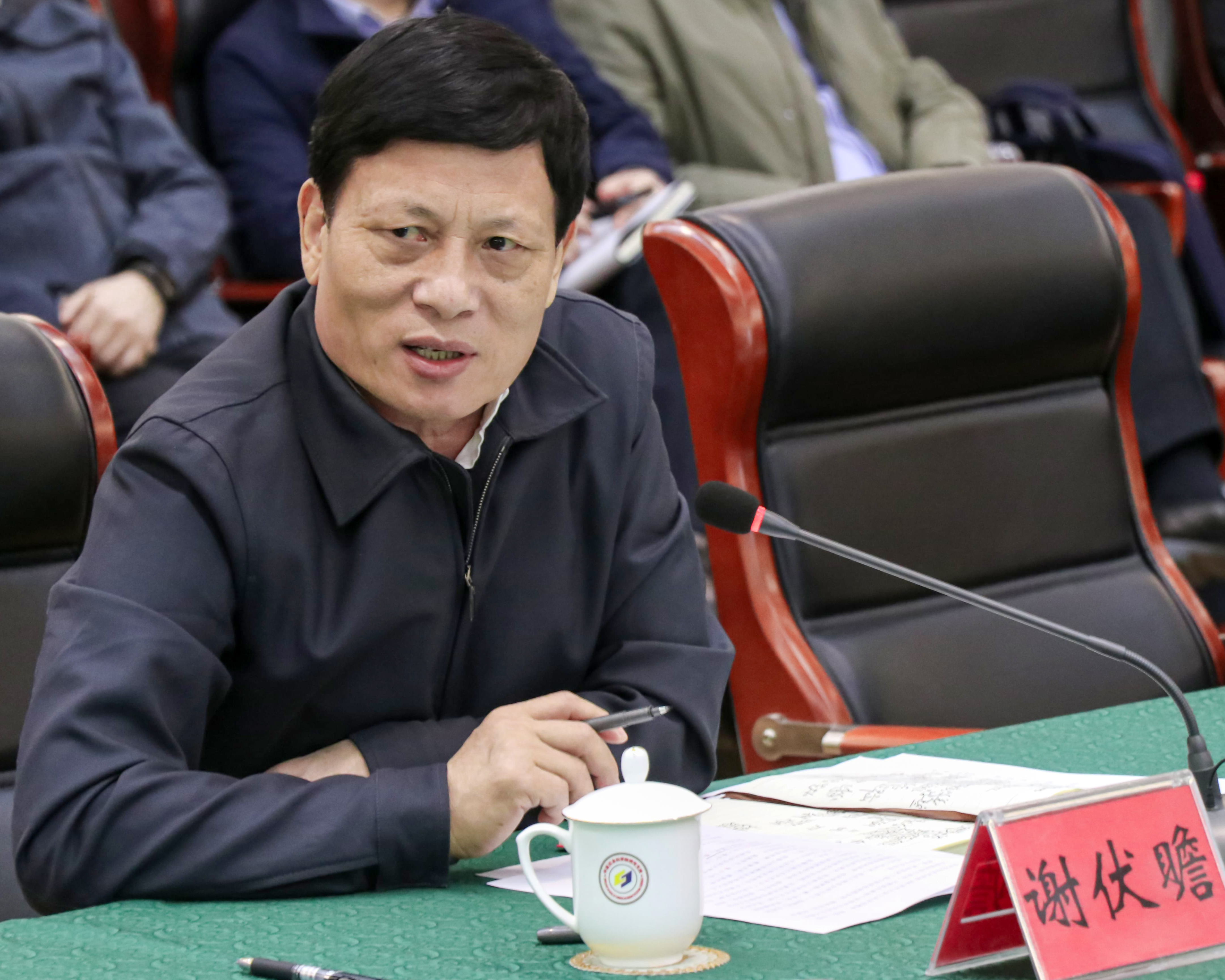
Viện trưởng Viện Khoa học xã hội Tạ Phục Chiêm (1954), nguyên Tỉnh trưởng Hà Nam 2013 – 2016, Bí thư Hà Nam 2016 – 2018. Ảnh năm 2019.

Vào tháng 6 năm 1998, Lý Khắc Cường, Bí thư thứ nhất Đoàn Thanh niên Cộng sản Trung Quốc rời Bắc Kinh, điều chuyển tới Hà Nam, được bổ nhiệm làm Phó Bí thư Tỉnh ủy, Tỉnh trưởng Chính phủ Nhân dân tỉnh Hà Nam và bắt đầu công tác ở Hà Nam trong bảy năm. Trong giai đoạn này, kinh tê tỉnh Hà Nam, được ông chỉ đạo và xây dựng, đã nhảy lên vị trí thứ năm trong cả nước, đứng đầu ở các tỉnh miền Hoa Trung và miền Hoa Tây. Xét trên sự lạc hậu của quá trình đô thị hóa ở tỉnh Hà Nam, cơ cấu công nghiệp đã chậm nâng cấp và quá trình phát triển nông nghiệp hiện đại rất khó khăn. Vào ngày 24 tháng 12 năm 2002, Lý Khắc Cường đề xuất đẩy nhanh quá trình công nghiệp hóa, đô thị hóa và thúc đẩy hiện đại hóa nông nghiệp ở Hà Nam, do đó mang lại công việc cho nhiều lao động, các vùng đất được giải phóng, xây dựng mức độ cao của vùng đồng bằng trung tâm. Dưới sự lãnh đạo và thúc đẩy của ông, một loạt các sáng kiến như điều phối sự phát triển của các thành phố lớn, vừa và nhỏ, lên kế hoạch và xây dựng các thị trấn nhỏ ở vùng đồng bằng mới được tiến hành. Lý Khắc Cường hiện là Tổng lý Quốc vụ viện, Thường vụ Chính trị, Trưởng ban Lãnh đạo Tài chính Kinh tế Trung ương, Chủ nhiệm Ủy ban Biên chế cơ cấu Trung ương, Chủ nhiệm Ủy ban Vận động Quốc phòng Quốc gia, Chủ nhiệm Ủy ban Năng lượng Nguyên tử Quốc gia, Phó Chủ tịch Ủy ban An ninh Quốc gia Trung ương Trung Quốc. Ông là Lãnh đạo Quốc gia vị trí thứ hai hiện tại, chỉ sau Tập Cận Bình, thuộc liên minh chiến lược tối cao Tập Cận Bình – Lý Khắc Cường giai đoạn thứ nhất 2012 – 2022. Ông là lãnh đạo chỉ đạo nền kinh tế – xã hội Trung Quốc.
Các Tỉnh trưởng Chính phủ Nhân dân tỉnh Hà Nam kế nhiệm tiếp tục thực thi sáng kiến của Lý Khắc Cường, bên cạnh đó mở ra những phương pháp phát triển các lĩnh vực kinh tế mới, gồm Lý Thành Ngọc (李成玉. 1946) giai đoạn (2003 – 2008), Quách Canh Mậu (2008 – 2013), Tạ Phục Chiêm (谢伏瞻. 1954) giai đoạn (2013 – 2016), Trần Nhuận Nhi (2016 – 2019).

## Danh sách Tỉnh trưởng Chính phủ Nhân dân tỉnh Hà Nam
Từ năm 1949 tính đến hiện tại, Chính phủ Nhân dân tỉnh Hà Nam có 16 Tỉnh trưởng Chính phủ Nhân dân.
| STT                                                     | Tên                                                   | Quê quán                                              | Sinh năm                                              | Nhiệm kỳ                                              | Chức vụ về sau (gồm hiện) | Chức vụ trước, tình trạng                                                                                           |
| Chủ tịch Chính phủ Nhân dân tỉnh Hà Nam (1949 - 1955)   | Chủ tịch Chính phủ Nhân dân tỉnh Hà Nam (1949 - 1955) | Chủ tịch Chính phủ Nhân dân tỉnh Hà Nam (1949 - 1955) | Chủ tịch Chính phủ Nhân dân tỉnh Hà Nam (1949 - 1955) | Chủ tịch Chính phủ Nhân dân tỉnh Hà Nam (1949 - 1955) | Chủ tịch Chính phủ Nhân dân tỉnh Hà Nam (1949 - 1955) | Chủ tịch Chính phủ Nhân dân tỉnh Hà Nam (1949 - 1955)                                                               |
| Tỉnh trưởng Ủy ban Nhân dân tỉnh Hà Nam (1955 - 1968)   | Tỉnh trưởng Ủy ban Nhân dân tỉnh Hà Nam (1955 - 1968) | Tỉnh trưởng Ủy ban Nhân dân tỉnh Hà Nam (1955 - 1968) | Tỉnh trưởng Ủy ban Nhân dân tỉnh Hà Nam (1955 - 1968) | Tỉnh trưởng Ủy ban Nhân dân tỉnh Hà Nam (1955 - 1968) | Tỉnh trưởng Ủy ban Nhân dân tỉnh Hà Nam (1955 - 1968) | Tỉnh trưởng Ủy ban Nhân dân tỉnh Hà Nam (1955 - 1968)                                                               |
| ------------------------------------------------------- | ----------------------------------------------------- | ----------------------------------------------------- | ----------------------------------------------------- | ----------------------------------------------------- | --- | --- |
| 1                                                       | Ngô Chi Phố                                           | Khai Phong Hà Nam                                     | 1906 - 1967                                           | 05/1949 - 07/1962                                     | Nguyên Bí thư Tỉnh ủy tỉnh Hà Nam, Nguyên Bí thư Ban Bí thư Cục Trung ương Trung Nam. | Tỉnh trưởng đầu tiên của Hà Nam. Qua đời năm 1967 ở Thâm Quyến.                                                     |
| 2                                                       | Văn Mẫn Sinh                                          | Viên Khúc Sơn Tây                                     | 1915 - 1997                                           | 07/1962 - 01/1968                                     | Nguyên Bí thư Tỉnh ủy tỉnh Hà Nam, Nguyên Bộ trưởng Bộ Bưu chính Viễn thông Trung Quốc (đã giải thể). | Qua đời năm 1997 tại Bắc Kinh.                                                                                      |
| Chủ nhiệm Ủy ban Cách mạng tỉnh Hà Nam (1968 - 1979)    |                                                       |                                                       |                                                       |                                                       | | |
| 3                                                       | Lưu Kiến Huân                                         | Thương Châu Hà Bắc                                    | 1913 - 1983                                           | 01/1968 - 10/1978                                     | Nguyên Bí thư Tỉnh ủy tỉnh Hà Nam, Nguyên Bí thư Khu ủy Khu tự trị dân tộc Choang Quảng Tây. | Qua đời năm 1983 tại Bắc Kinh.                                                                                      |
| 4                                                       | Đoàn Quân Nghị                                        | Đông Lan Quảng Tây                                    | 1910 - 2004                                           | 10/1978 - 09/1979                                     | Nguyên Ủy viên Ủy ban Cố vấn Trung ương Đảng Cộng sản Trung Quốc, Nguyên Bí thư Thành ủy thành phố Bắc Kinh, Nguyên Bộ trưởng Bộ Đường sắt Trung Quốc, Nguyên Bộ trưởng Bộ Công nghiệp Hạt nhân Trung Quốc (đã chuyển). | Qua đời năm 2004.                                                                                                   |
| Tỉnh trưởng Chính phủ Nhân dân tỉnh Hà Nam (1979 - nay) |                                                       |                                                       |                                                       |                                                       | | |
| 5                                                       | Lưu Kiệt                                              | Hình Đài Hà Bắc                                       | 1915 - 2018                                           | 09/1979 - 12/1981                                     | Nguyên Bí thư thứ nhất Tỉnh ủy tỉnh Hà Nam, Nguyên Bộ trưởng Bộ Công nghiệp Hạt nhân Trung Quốc (đã chuyển). | Qua đời năm 2018 tại Thâm Quyến.                                                                                    |
| 6                                                       | Đới Tô Lý                                             | Tương Viên Sơn Tây                                    | 1919 - 2000                                           | 12/1981 - 12/1982                                     | Nguyên Bí thư Tỉnh ủy tỉnh Liêu Ninh. | Qua đời năm 2000 tại Thẩm Dương.                                                                                    |
| 7                                                       | Vu Minh Đào                                           | Thâm Châu Hà Bắc                                      | 1917 - 2017                                           | 12/1982 - 03/1983                                     | Nguyên Tổng Kiểm toán Ủy ban Kiểm toán Nhà nước Trung Quốc (đầu tiên), Nguyên Tỉnh trưởng Chính phủ Nhân dân tỉnh Thiểm Tây | Qua đời năm 2017 tại Bắc Kinh.                                                                                      |
| 8                                                       | Hà Trúc Khang                                         | Khải Đông, Giang Tô                                   | 1932 -                                                | 03/1983 - 07/1987                                     | Nguyên Bí thư Tỉnh ủy Cát Lâm, Nguyên Tỉnh trưởng Chính phủ Nhân dân tỉnh Cát Lâm. | Trước đó là Phó Bí thư Tỉnh uỷ tỉnh Hà Nam.                                                                         |
| 9                                                       | Trình Duy Cao                                         | Tô Châu Giang Tô                                      | 1933 - 2010                                           | 07/1987 - 07/1990                                     | Nguyên Bí thư Tỉnh ủy tỉnh Hà Bắc, Nguyên Tỉnh trưởng Chính phủ Nhân dân tỉnh Hà Bắc. | Bị trục xuất khỏi Đảng năm 2003 vì vi phạm. Qua đời năm 2010 ở Thường Châu.                                         |
| 10                                                      | Lý Trường Xuân                                        | Đại Liên, Liêu Ninh                                   | 1944 -                                                | 07/1990 - 02/1992                                     | Nguyên Lãnh đạo quốc gia, vị trí thứ tám, thứ năm, Ủy viên Ban Thường vụ Bộ Chính trị Đảng Cộng sản Trung Quốc khóa 16, khóa 17 (2002 - 2012), Nguyên Chủ nhiệm Ủy ban Chỉ đạo Kiến thiết Văn minh Tinh thần Trung ương Đảng Cộng sản Trung Quốc, Nguyên Bí thư Tỉnh ủy tỉnh Quảng Đông, Nguyên Bí thư Tỉnh ủy tỉnh Hà Nam, Nguyên Tỉnh trưởng Chính phủ Nhân dân tỉnh Liêu Ninh. | Lãnh đạo quốc gia vị trí phụ trợ Hồ Cẩm Đào Trước khi tới Hà Nam là: Tỉnh trưởng Chính phủ Nhân dân tỉnh Liêu Ninh. |
| 11                                                      | Mã Trung Thần                                         | Thái An, Sơn Đông                                     | 1936 -                                                | 12/1992 - 07/1998                                     | Nguyên Bí thư Tỉnh ủy tỉnh Hà Nam. | Trước đó là Thứ trưởng Bộ Nông nghiệp Trung Quốc.                                                                   |
| 12                                                      | Lý Khắc Cường                                         | Định Viễn, An Huy                                     | 1955 -                                                | 07/1998 - 01/2003                                     | Lãnh đạo quốc gia vị trí thứ hai đương nhiệm, Tổng lý Quốc vụ viện Cộng hòa Nhân dân Trung Hoa, Ủy viên Ban Thường vụ Bộ Chính trị Đảng Cộng sản Trung Quốc, Trưởng ban Tiểu ban Lãnh đạo Tài chính Kinh tế Trung ương Trung Quốc, Chủ nhiệm Ủy ban Biên chế cơ cấu Trung ương Trung Quốc, Chủ nhiệm Ủy ban Vận động Quốc phòng Quốc gia Trung Quốc, Chủ nhiệm Ủy ban Năng lượng Nguyên tử Quốc gia Trung Quốc, Phó Chủ tịch Ủy ban An ninh Quốc gia Trung ương Trung Quốc, Nguyên Phó Tổng lý thứ nhất Quốc vụ viện, Nguyên Bí thư Tỉnh ủy tỉnh Liêu Ninh, Nguyên Bí thư thứ nhất Tỉnh ủy tỉnh Hà Nam, Nguyên Bí thư thứ nhất Đoàn Thanh niên Cộng sản Trung Quốc. | Lãnh đạo quốc gia thời đại thứ năm Tập - Lý. Thời trẻ là Bí thư thứ nhất Đoàn Thanh niên Cộng sản Trung Quốc.       |
| 13                                                      | Lý Thành Ngọc                                         | Hải Nguyên Ninh Hạ                                    | 1946 -                                                | 01/2003 - 03/2008                                     | Nguyên Chủ nhiệm Ủy ban Hợp tác xã Cung ứng Tiêu thụ Toàn quốc Trung Quốc. | Trước đó là Phó Bí thư Tỉnh uỷ tỉnh Hà Nam.                                                                         |
| 14                                                      | Quách Canh Mậu                                        | Ký Châu Hà Bắc                                        | 1950 -                                                | 03/2008 - 03/2013                                     | Nguyên Bí thư Tỉnh ủy tỉnh Hà Nam, Nguyên Tỉnh trưởng Chính phủ Nhân dân tỉnh Hà Bắc. | Trước đó là Tỉnh trưởng Chính phủ Nhân dân tỉnh Hà Bắc.                                                             |
| 15                                                      | Tạ Phục Chiêm                                         | Thiên Môn Hồ Bắc                                      | 1954 -                                                | 04/2013 - 04/2016                                     | Ủy viên Ủy ban Trung ương Đảng Cộng sản Trung Quốc khóa XIX, Viện trưởng Viện Khoa học xã hội Trung Quốc Nguyên Bí thư thứ nhất Tỉnh ủy tỉnh Hà Nam, Nguyên Chủ nhiệm Ủy ban Nghiên cứu Quốc vụ viên Trung Quốc, Nguyên Cục trưởng Cục Thống kê Quốc gia Trung Quốc. | Trước đó là Chủ nhiệm Ủy ban Nghiên cứu Quốc vụ viên Trung Quốc.                                                    |
| 16                                                      | Trần Nhuận Nhi                                        | Chu Châu Hồ Nam.                                      | 1957 -                                                | 04/2016 - 10/2019                                     | Ủy viên Ủy ban Trung ương Đảng Cộng sản Trung Quốc khóa XIX, Bí thư Khu ủy Khu tự trị dân tộc Hồi Ninh Hạ. | Trước đó là Phó Bí thư Tỉnh ủy tỉnh Hắc Long Giang.                                                                 |
| 17                                                      | Doãn Hoằng                                            | Hồ Châu Chiết Giang                                   | 1963                                                  | 12/2019 -                                             | Ủy viên dự khuyết Ủy ban Trung ương Đảng Cộng sản Trung Quốc khóa XIX, Phó Bí thư Tỉnh ủy tỉnh Hà Nam, Quyền Tỉnh trưởng Chính phủ Nhân dân tỉnh Hà Nam. | Trước đó là Bí thư Ủy ban Chính trị Pháp luật thành phố Thượng Hải.                                                 |

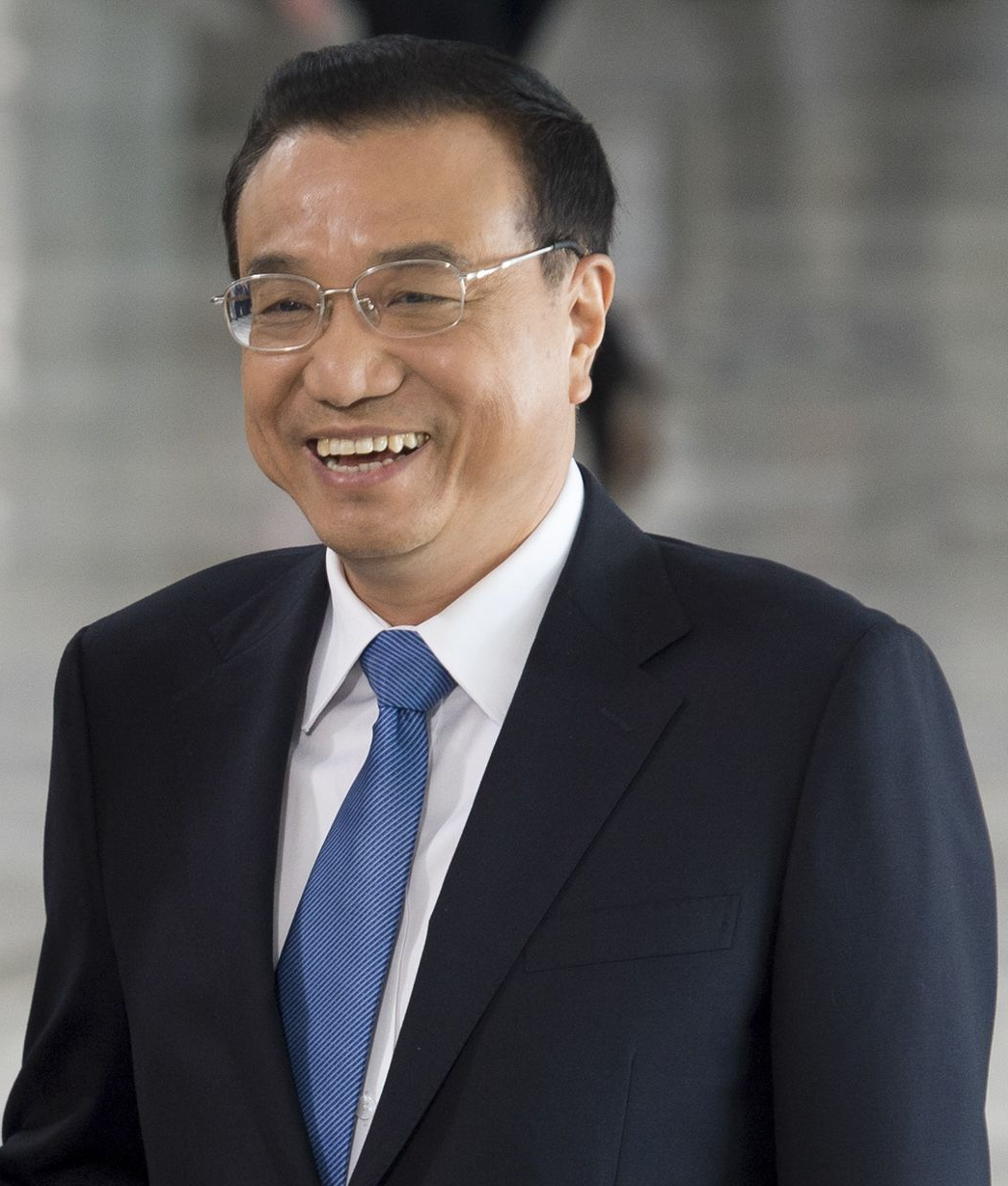
Lý Khắc Cường (1953 -), Lãnh đạo quốc gia đương nhiệm, vị trí thứ hai, Tổng lý Quốc vụ viện Cộng hòa Nhân dân Trung Hoa, Ủy viên Ban Thường vụ Bộ Chính trị Đảng Cộng sản Trung Quốc, nguyên Bí thư Tỉnh ủy tỉnh Hà Nam, Tỉnh trưởng Chính phủ Nhân dân tỉnh Hà Nam (1998 - 2003).
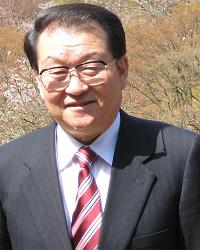
Lý Trường Xuân (1944 -), Lãnh đạo quốc gia vị trí thứ tám, thứ năm (2002 - 2012), Ủy viên Ban Thường vụ Bộ Chính trị Đảng Cộng sản Trung Quốc khóa XVI, khóa XVII (2002 - 2012), nguyên Chủ nhiệm Ủy ban Chỉ đạo Kiến thiết Văn minh Tinh thần Trung ương Đảng Cộng sản Trung Quốc, nguyên Bí thư Tỉnh ủy tỉnh Hà Nam, Tỉnh trưởng Chính phủ Nhân dân tỉnh Hà Nam (1990 - 1992).

## Tên gọi khác của chức vụ Tỉnh trưởng Chính phủ Nhân dân

Hà Nam

Ngô Chi Phố là Thủ trưởng Hà Nam đầu tiên, giữ chức Chủ tịch Chính phủ Nhân dân tỉnh Hà Nam (1949 - 1955) và Tỉnh trưởng Ủy ban Nhân dân tỉnh Hà Nam (1955 - 1962).

#### Tỉnh trưởng Ủy ban Nhân dân tỉnh Hà Nam (1955 - 1968)
- Văn Mẫn Sinh, Tỉnh trưởng Ủy ban Nhân dân tỉnh Hà Nam (1962 - 1968).

#### Chủ nhiệm Ủy ban Cách mạng tỉnh Hà Nam (1968 - 1979)
- Lưu Kiến Huân, nguyên Chủ nhiệm Ủy ban Cách mạng tỉnh Hà Nam (1968 - 1978).
- Đoàn Quân Nghị, nguyên Chủ nhiệm Ủy ban Cách mạng tỉnh Hà Nam (1978 - 1979).

## Các lãnh đạo quốc gia Trung Quốc từng là Tỉnh trưởng Chính phủ Nhân dân tỉnh Hà Nam

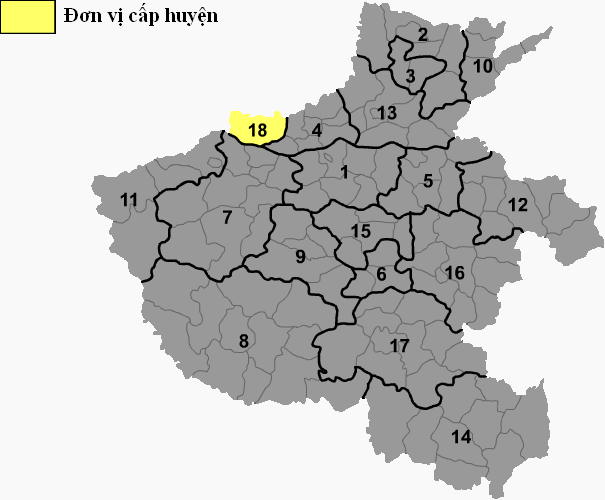
Bản đồ Hà Nam

Trong quãng thời gian từ năm 1949 đến nay, Chính phủ Nhân dân tỉnh Hà Nam từng có tới hai lãnh đạo quốc gia giữ vị trí Tỉnh trưởng Chính phủ Nhân dân tỉnh.
- Lý Trường Xuân (1944), nguyên Lãnh đạo quốc gia, vị trí thứ tám, thứ năm, nguyên Ủy viên Ban Thường vụ Bộ Chính trị Đảng Cộng sản Trung Quốc khóa 16, khóa 17 (2002 - 2012), nguyên Chủ nhiệm Ủy ban Chỉ đạo Kiến thiết Văn minh Tinh thần Trung ương Đảng Cộng sản Trung Quốc, nguyên Bí thư Tỉnh ủy tỉnh Quảng Đông.
- Lý Khắc Cường (1955 -), Lãnh đạo quốc gia vị trí thứ hai đương nhiệm, Tổng lý Quốc vụ viện Cộng hòa Nhân dân Trung Hoa, Ủy viên Ban Thường vụ Bộ Chính trị Đảng Cộng sản Trung Quốc, Trưởng ban Tiểu ban Lãnh đạo Tài chính Kinh tế Trung ương Trung Quốc, Chủ nhiệm Ủy ban Biên chế cơ cấu Trung ương Trung Quốc, Chủ nhiệm Ủy ban Vận động Quốc phòng Quốc gia Trung Quốc, Chủ nhiệm Ủy ban Năng lượng Nguyên tử Quốc gia Trung Quốc, Phó Chủ tịch Ủy ban An ninh Quốc gia Trung ương Trung Quốc, nguyên Phó Tổng lý thứ nhất Quốc vụ viện.